# وسام الطویل
وسام الطويل (1970 - 8 يناير 2024)، المعروف أيضًا باسم جواد الطويل، هو مقاتل لبناني وقائدًا كبيرًا لقوة الرضوان التابعة لحزب الله. استشهد في خربة سلم، لبنان، بتفخيخ سيارته وسط الصراع المستمر بين إسرائيل وحزب الله.
بعد انضمامه إلى حزب الله في عام 1989، شارك في بعض المعارك العسكرية الكبيرة للحزب، بما في ذلك عملية الوعد الصادق التي أشعلت حرب لبنان 2006. خلال الحرب الأهلية السورية، قاد الطويل تنسيق الحزب مع الجيش السوري وكان مُساعدًا مقربًا لمصطفى بدر الدين، القائد الأعلى لحزب الله في سوريا. كما احتفظ الطويل بعلاقات جيدة مع عماد مغنية وقاسم سليماني من فيلق القدس الإيراني.

## الوفاة
في 8 يناير 2024، قُتل الطويل في غارة جوية إسرائيلية استهدفت مركبة في قرية مجدل سلم بلبنان. وقتل شخص آخر في الغارة. ووفقًا لمسؤول أمني، فإن مقتله كان «ضربة موجعة لحزب الله.» في وقت وفاته، كان أعلى مسؤول في حزب الله يُقتل خلال صراع حزب الله مع إسرائيل. وفقًا لبعض وسائل الإعلام العربية، كان يُعتقد أنه صهر حسن نصر الله الأمين العام لحزب الله السابق.
ردًا على مقتل الطويل، شن حزب الله هجومًا بطائرة مسيرة على مقر القيادة الشمالية الإسرائيلية في صفد في اليوم التالي، والذي يقع على بُعد حوالي 20 كيلو متر من الحدود.